# NGC 2604
NGC 2604 (ook: NGC 2604A) is een balkspiraalstelsel in het sterrenbeeld Kreeft. Het hemelobject werd op 12 maart 1785 ontdekt door de Duits-Britse astronoom William Herschel.

## Synoniemen
- KUG 0830+297
- UGC 4469
- IRAS 08303+2942
- MCG 5-20-22
- ZWG 149.48
- PGC 23998